# تبادل أيوني

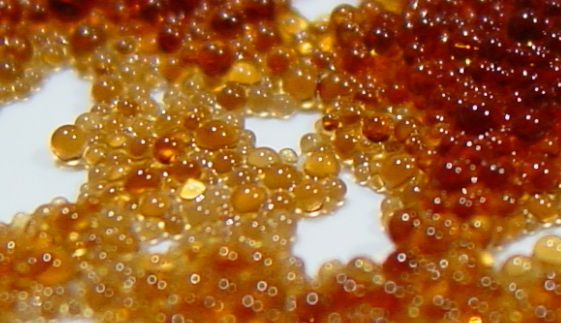
حبيبات راتنج.

التبادل الأيوني أو الشاردي عملية كيميائية يحدث خلالها تبادل أيونات (شوارد) في محاليل كهرلية أو بين كهرل ومركب كيميائي. ويستخدم التبادل الأيوني في التنقية وفصل الشوائب من المياه والسوائل الأخرى بوساطة مبلمر أو مركبات التبادل الأيوني.
ومن المبدلات الأيونية الشائعة الراتنج والمبلمرات المسامية الزيوليت والطفلة والتربة الطينية. وقد تكون مبدلات الأيونات من النوع الذي يقوم بفصل الشحنات السالبة أو الشحنات الموجبة من المحلول. كما توجد أنواع في قدرتها عزل اللأيونات السالبة واللأيونات الموجبة على السواء. ويتم فصل الأيونات عن طريق تمرير المحلول في خليط من مبدلات الأيونات أو تمرير المحلول عبر عدة طبقات من المبدلات الأيونية.

## استخداماتها
وعلى سبيل المثال نستخدم في بيوتنا المبدلات الأيونية لفصل جزء من الكالسيوم الموجود في المياه واستبداله بأيونات الصوديوم، وهي توجد في المنظفات المستعملة في أجهزة تنظيف الصحون، حيث يستخدم لماء الشطف ماء خاليا من الكالسيوم حتي لا يكوّن بقعا من الجبس.

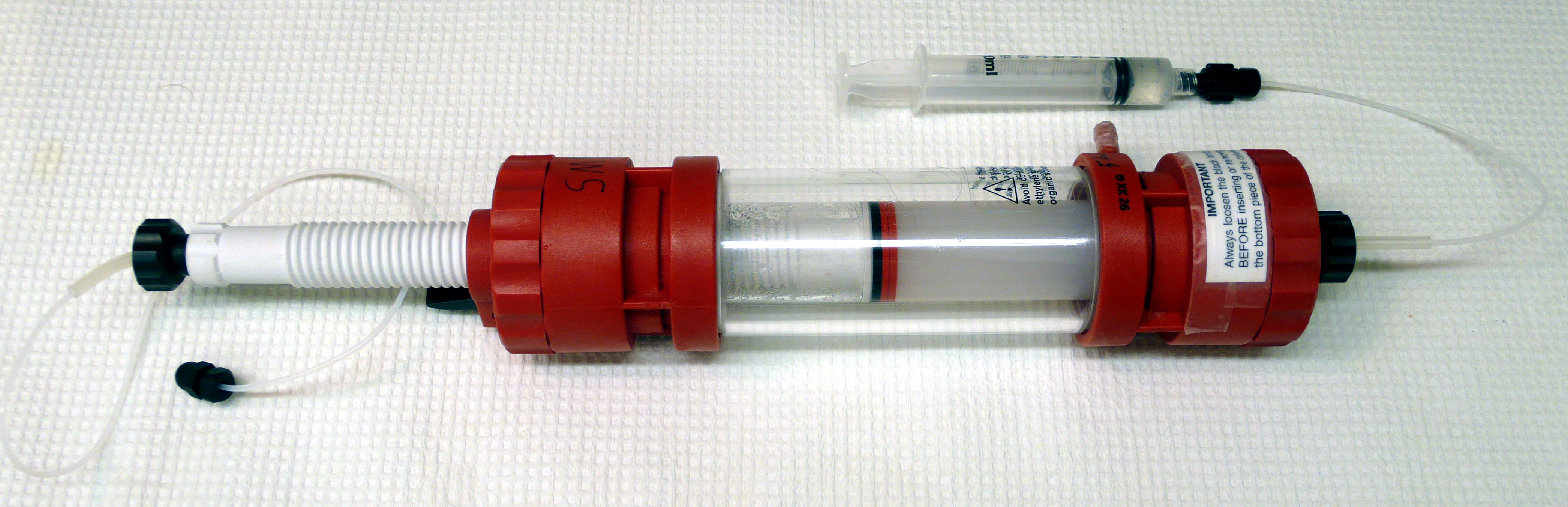
عامود مبدل أيوني لتنقية البروتين.

- تستخدم المبدلات الأيونية كثيرا في الصناعات الغذائية والمشروبات وتنقية المعادن، وتنقية مواد البترول وصناعة الدواء، كما تستخدم في تجهيز مياه الشرب
- في محطات إنتاج الطاقة الحرارية ، لتنقية هواء العادم من المواد الضارة قبل تسريبها إلى المداخن ،
- في محطات الطاقة النوية ، لتنظيف ماء التبريد من مواد ذات النشاط الإشعاعي ،
- تنقية اليورانيوم
- في الطب: تنقية الدم من البول

## مبدأ عمل التبادل الأيوني
يعتمد التبادل الأيوني على أن شدة ارتباط الأيونات  بالمبادل الأيوني تتزايد بتزايد شحنة الأيون وكذلك بحجم الأيون. فعلى سبيل المثال: ينزاح أيون الصوديوم  Na+ في المبادل الأيوني بواسطة أيون الكالسيوم 
Ca2+ ، وعندما نضيف أيونات اللألمونيوم Al3+ فهي تحل محل أيونات الكلسيوم وتزيحها.
الايون الذي يرتبط بشدة يزيح الأيون ضعيف الارتباط من الربطة في مادة المبادل الأيوني.
أي علينا اختيار أن يكون الأيون الذي نريد استبعاده من المحلول له ارتباط أشد من رباط أيون مرتبط بالمبادل الأيوني. لتحقيق ذلك تلعب أيضا تأثيرات  أخرى دورا هاما:  قيمة الباهاء  pH في المحلول ، وعدد الربطات في مادة المبادل الأيوني ونوعها ، وكذلك تركيز المواد. 
ويبين الجدول التالي كيف أن حجم الأيون يؤثر على استبدال الأيونات في راتنجات تبادل أيوني  لأيونات فلزات ثنائية الشحنة. القيم المعطاة تحتص بمحلول له باهاء 4 ويحتوي على الكالسيوم بقيمة لفاعلية الكتلة   1,0 = KM/Ca 
في وجود راتينج تبادل كاتيوني ذو حموضة ضعيفة (على أساس بولي أكريل) :

| أيون فلز | KM/Ca | أيون فلز | KM/Ca | أيون فلز | KM/Ca |
| -------- | ----- | -------- | ----- | -------- | ----- |
| Hg+2     | 2800  | Ni+2     | 57    | Fe+2     | 4,0   |
| Cu+2     | 2300  | Zn+2     | 17    | Mn+2     | 1,2   |
| Pb+2     | 1200  | Cd+2     | 15    | Ca+2     | 1,0   |

حيث:
KM/Ca : ثابت فاعلية الكتلة
نستنتج من الجدول مثلا أننا نحتاج تركيز أيونات الحديد أربعة أضعاف لإزالة أيون واحد من الكالسيوم عالق بالمبادل الأيوني.
بالإضافة إلى اختيار أيون الغسيل المناسب فيمكن بزيادة تركيز الأيونات إزاحة الأيونات التي اصتادتها مادة المبادل الأيوني من رابطاتها به .  
وهذا الأخير هو ما يحدث في حالة الغسيل العكسي Regeneration .
وسنوضح في الآتي مثال أيونات الصوديوم الموجودة في الماء من ملح الطعام  (NaCl)  . يستخدم راتينج تبادل أيوني قوي الحموضة لعملية الغسيل وعملية الغسيل العكسي .  ويستخدم حمض الهيدروكلوريك  للغسيل العكسي.
{\displaystyle \mathrm {R-SO_{3}H+Na^{+}+Cl^{-}+H_{2}O\ \rightleftharpoons \ R-SO_{3}Na+H_{3}O^{+}+Cl^{-}} }
حيث:
{\displaystyle \mathrm {R-SO_{3}} }: راتنج بولي استيرول يحتوي على الكبريت .
عند الغسيل يسير التفاعل من اليسار إلى اليمين ، حيث تعلق أيونات الصوديوم بالراتنج  (بذلك تقل ملوحة الماء).
فإذا أزادنا  تركيز كاتيونات  الأكسونيوم  
H3O+ على الناحية اليمنى من التفاعل فإن مسار التفاعل ينزاح إلى اليسار ، ويتحول المبادل الأيوني إلى حالته الحمضية ثانيا؛ أي يحدث له غسيل عكسي ، ويعود إلى أصله.
توجد حالتين لتشغيل واجراء غسيل عكسي للمبادل الأيوني : إذا كنت عملية التشغيل والعسيل العكسي تسير في نفس اتجاه سير السائل المرغوب انتزاع الملح منه ، فتسمى تلك العملية مبادل أيوني موحد التيار مسار ، وإذا كانت العملية في عكس الاتجاه فتسمى العملية معكوسة المسار . ويبلغ تركيز حمض الهيدروكلوريك المستخدة في الغسيل العكسي بين 3 - 10% .

## اقرأ أيضاَ
- معالجة المياه الجوفية